# پاینی گرین (کارولینای شمالی)
پاینی گرین (به انگلیسی: Piney Green) شهری در ایالت کارولینای شمالی کشور ایالات متحده آمریکا است که جمعیت آن در سرشماری سال ۲۰۱۰ میلادی، ۱۳٬۲۹۳ نفر بوده‌است.